# シュワルツコフ魚雷
シュワルツコフ魚雷とは、ホワイトヘッド魚雷を設計のベースとし、19世紀後半にドイツ帝国の企業、L. シュヴァルツコップ鋳物・機械工場によって製造された魚雷である。この製造社は後にベルリン機械製造として知られた。ホワイトヘッド魚雷が鋼で製造されていたのと異なり、シュワルツコフ魚雷は腐食への耐久性を高めるために青銅で作られていた。

## 設計
1866年、ロバート・ホワイトヘッドはジョバンニ・ルピスの設計のために働き、ホワイトヘッド魚雷として知られる兵器を完成させた。フィウメに在ったホワイトヘッドの魚雷製作所は、それから仕事の提携者や、潜在的な顧客のための会合所にもなった。そうした訪問者の一人には、ドイツ帝国の工場「L. シュヴァルツコップ鋳物・機械工場」を所有するルイス・ヴィクトル・ロベルト・シュヴァルツコップフが居た。シュヴァルツコップフの最後の逗留日、騒動が工場の製図室で起こったと伝えられている。朝になって、部屋に何者かが押し入り、魚雷の設計図が盗まれているのが発見された。ホワイトヘッドはシュヴァルツコップフが事件とは無関係であると主張した。数カ月後、シュヴァルツコップフの工場はシュワルツコフ魚雷なる新製品を公開した。この魚雷は非常にホワイトヘッド魚雷と似ており、また実際、ホワイトヘッドの企業秘密である「振り子およびハイドロスタット制御」システムを搭載していた。
いずれにせよある文献ではホワイトヘッドのことを記述している。「Restrained by British security he had to invent a different torpedo for the Germans called the Schwarzkopf,(sic).（イギリスの安全保障による拘束は、ドイツのためにシュワルツコフと呼ばれる異なる魚雷を発明させねばならなかった。）（原文ママ）」。

## 作動
1887年のあるオーストラリア人報告者の書類によれば、シュワルツコフ魚雷の作動状況は以下のようなものだった。この兵器は水雷艇から発射され、圧縮空気によって自走した。一本の魚雷の空気は7分ないし8分で完全に充填できた。またこれは約549mを航走させるのに充分だった。炸薬に利用されたのは圧縮された綿火薬で、魚雷の先端部に配置された起爆薬によって発火する。魚雷の雷管が抵抗物に命中したとき点火される。
1898年、アメリカ海軍は12本のシュワルツコフ魚雷を購入し、これは海軍機関による唯一のシュワルツコフ製品の取得となった。アメリカ合衆国海軍に配備されたシュワルツコフ魚雷は8つの部位から作られていた。信管、弾頭、浸水区画、気室、機関室、胴部、傘歯ギアボックスそして尾部である。しかしながらこれらは通常4つの部分に分解され、また組み立てられた。頭部、浸水区画、気室、そして胴部である。全ての部位は青銅で製造され、気室は90気圧/平方インチの内圧に耐えられるよう特別な品質にされていた。

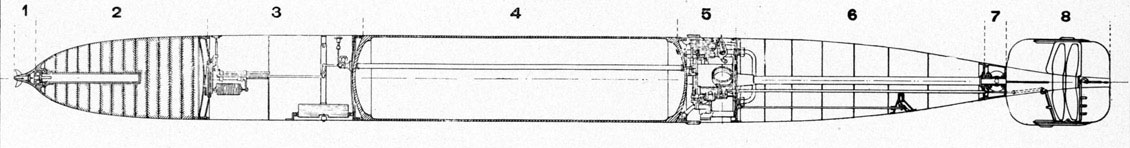
シュワルツコフ魚雷の一般的な内部構造図。1903年、アメリカ海軍により公表された『The Schwartzkopff Torpedo』のマニュアルに描かれたもの。1、信管。2、弾頭。3、浸水区画。4、気室。5、機関室。6、胴部。7、傘歯ギアボックス。8、尾部。

日本海軍は明治16年にドイツのシュヴァルツコップフ社からシュワルツコフ魚雷を購入した。この後、魚雷の生産を開始するべきであるという意見によりドイツへ伝習員を送り、明治19年に試製を開始した。機材の不足により作業が遅れたものの、明治24年7月に第一号水雷、第二号水雷の2本を竣工、同年8月7日には第二号水雷の発射試験に成功した。この魚雷の内部構造や材質はシュヴァルツコップフ社製のものを模しており、青銅・白銅の比率を部位により変えて製造した。魚雷の全重274.69kg、気室の内圧は90気圧である。鯛ヶ嵜試射場の試験データでは魚雷の調定深度3m、気室内圧は90気圧という条件で雷速21ノットを発揮し、400mの距離を36秒528で走った。シュワルツコフ魚雷の導入時には志式魚雷という名称が使われているが、後には朱式魚雷と呼ばれている。

## 作戦投入
1894年から1895年にかけて行われた日清戦争中、清国海軍と日本海軍はシュワルツコフ魚雷を装備していた。清国海軍は黄海海戦の最中、自軍の装備していた魚雷を投入する初の機会があったものの、魚雷は一本も目標に命中しなかった。この貧弱な性能は清国海軍による不適切な兵器整備のためであった。五カ月後、威海衛の戦いにおいて日本海軍は清国海軍艦隊の攻撃に水雷艇を送り込み、日本側は清国海軍艦艇を3隻撃沈することに成功した。これは当時の歴史において最も成功した魚雷の投入例である。